# Jeanne de Salzmann
Jeanne de Salzmann (nacida Jeanne-Marie Allemand), y más conocida como Madame de Salzmann (26 de enero de 1889, Reims-24 de mayo de 1990, París) fue una profesora de danza franco-suiza y discípula cercana del maestro espiritual G. I. Gurdjieff.

## Biografía
Jeanne de Salzmann nació como Jeanne-Marie Allemand, hija del famoso arquitecto suizo Jules Louis Allemand y de Marie Louise Matignon.
Madame de Salzmann comenzó su carrera en el Conservatorio de Ginebra, donde estudió piano. Más tarde fue alumna de Émile Jaques-Dalcroze en Alemania desde 1912, donde enseñó danza y movimientos rítmicos. Conoció a su marido Alexandre de Salzmann en Hellerau, en el Instituto de Dalcroze. Se casaron el 6 de septiembre en Ginebra. Con él tuvo una hija, Nathalie de Salzmann (1919-2007). La Primera Guerra Mundial provocó el cierre del Instituto Dalcroze y Jeanne y su marido Alexandre se trasladaron a Tiflis, Georgia, donde ella continuó enseñando.
En 1919, Thomas de Hartmann presentó a los de Salzmann a George Gurdjieff, una relación que duraría hasta la muerte de Gurdjieff en 1949. Trabajó con Gurdjieff durante casi 30 años. De Salzmann fue reconocida como su sustituta por muchos de los otros alumnos de Gurdjieff. Fue responsable de transmitir los movimientos y su enseñanza a través del Instituto Gurdjieff de París, la Fundación Gurdjieff de Nueva York, la Sociedad Gurdjieff de Londres y la Fundación Gurdjieff de Caracas, que ella fundó o ayudó a fundar, así como otros grupos formales e informales de todo el mundo.

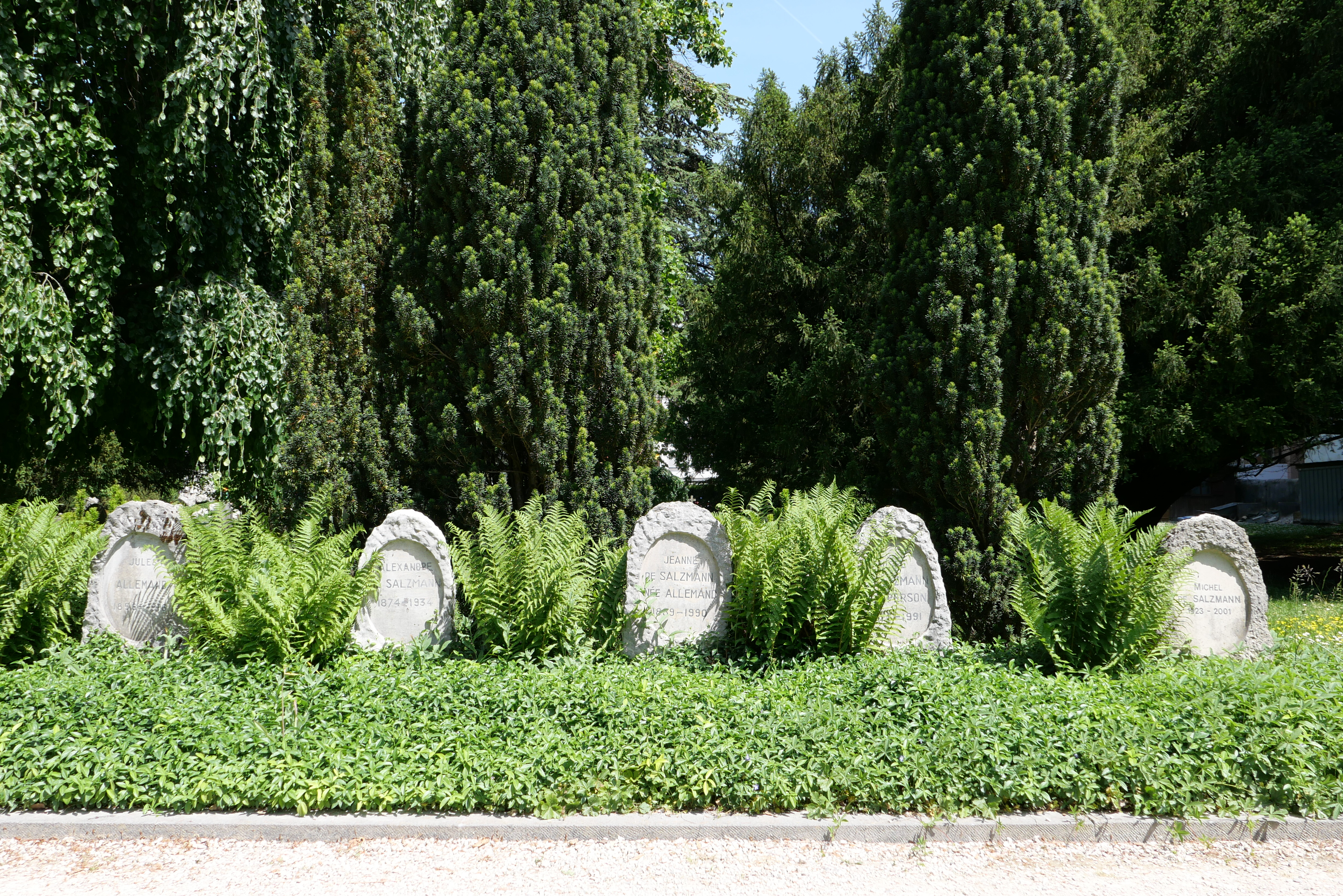
La tumba de De Salzmann (centro) en la sepultura familiar

Dirigió el Instituto Gurdjieff de París y continuó las enseñanzas de Gurdjieff, haciendo hincapié en el trabajo con los movimientos, hasta su muerte, a los 101 años, en 1990.
Jeanne de Salzmann desempeñó un papel fundamental en la realización de la película de 1979 Meetings with Remarkable Men, de Peter Brook.
Fue enterrada en el Cimetière de Plainpalais, en Ginebra.
Tras su muerte, su hijo Michel de Salzmann (1923-2001) asumió la dirección de la organización y se realizó un libro, La realidad del ser, fiel a los cuadernos que ella conservó durante 40 años, dando testimonio de su trabajo y enseñanza  después de la muerte de Gurdjieff.